# Karl Koblet
Karl Koblet (geboren 1891 oder 1892; gestorben am 19. Februar 1954) war ein Schweizer Fussballspieler, der beim FC Winterthur aktiv war und 1912 zu zwei Einsätzen in der Schweizer Nationalmannschaft kam.

## Karriere
Koblet spielte beim FC Winterthur und kam am 18. Februar 1912 gegen Frankreich und am 20. Februar 1912 gegen Belgien zu zwei Einsätzen in der Schweizer Nationalmannschaft. Später wechselte er wahrscheinlich zusammen mit seinem Bruder Hans (Koblet II) zum FC Veltheim, während sein anderer Bruder Ulrich (Koblet I) beim FC Winterthur blieb. 1916 fusionierte der FC Veltheim mit dem FC Winterthur; Koblet war ab 1916/17 bis mindestens 1924 wieder als Verteidiger und Mittelfeldspieler beim FC Winterthur im Einsatz. Dabei wurde er in der ersten Saison nach seiner Rückkehr Schweizer Meister.
Nach seiner Aktivkarriere stellte Koblet seine Arbeitskraft auch weiterhin für Administrativarbeiten dem Verein zur Verfügung. Beruflich arbeitete Koblet als Malermeister und übernahm Ende der 1920er-Jahre zusammen mit seinem Bruder Hans das väterliche Geschäft in Neuwiesen.
Er verstarb am 19. Februar 1954 im Alter von 62 Jahren.